# Окхалдхунга (район)
Окхалдхунга (непальск. ओखलढुङ्गा जिल्ला) — один из 75 районов Непала. Входит в состав зоны Сагарматха, которая, в свою очередь, входит в состав Восточного региона страны. Административный центр — город Окхалдхунга.
Граничит с районом Солукхумбу (на севере), районом Кхотанг (на востоке), районом Удаяпур (на юге) и районами Рамечхап и Синдхули зоны Джанакпур (на западе и юго-западе). Площадь района составляет 1074 км².
Население по данным переписи 2011 года составляет 147 984 человека, из них 68 687 мужчин и 79 297 женщин. По данным переписи 2001 года население насчитывало 156 702 человека. Основные этнические группы, проживающие в районе — раи и сунвар.